# Arsago Seprio
Arsago Seprio – miejscowość i gmina we Włoszech, w regionie Lombardia, w prowincji Varese.
Według danych na rok 2004 gminę zamieszkiwało 4508 osób, 450,8 os./km².